# Piyanut Pannoy
Piyanut Pannoy (ur. 10 listopada 1989 r. w Nakhon Si Thammarat) – tajska siatkarka, reprezentantka kraju, grająca na pozycji libero.

## Sukcesy klubowe
Mistrzostwo Tajlandii:
- 2009
- 2016

Klubowe Mistrzostwa Azji:
- 2010, 2011, 2017, 2018
- 2012

## Sukcesy reprezentacyjne
Puchar Azji:
- 2012
- 2010
- 2016, 2018

Igrzyska Azji Południowo-Wschodniej:
- 2011, 2013, 2015

Letnia Uniwersjada:
- 2013

Mistrzostwa Azji:
- 2013, 2023[1]
- 2017, 2019
- 2015

Igrzyska Azjatyckie:
- 2018
- 2014, 2022[2]

Volley Masters Montreux:
- 2016

## Nagrody indywidualne
- 2010: Najlepsza przyjmująca Igrzysk Azjatyckich
- 2011: Najlepsza libero Klubowych Mistrzostw Azji
- 2013: Najlepsza broniąca Letniej Uniwersjady
- 2016: Najlepsza libero turnieju Volley Masters Montreux
- 2016: Najlepsza libero Pucharu Azji
- 2019: Najlepsza libero Mistrzostw Azji